# جاري نييمي
جاري نييمي (بالفنلندية: Jari Niemi)‏ (2 فبراير 1977 بنوكيا في فنلندا - ) هو لاعب كرة قدم فنلندي في مركز الهجوم. شارك مع منتخب فنلندا لكرة القدم. أما مع النوادي، فقد لعب مع تامبيري يونايتد وستاندارد لييج ونادي سينت ترويدن ونادي مونز وهكا وTampereen Pallo-Veikot ‏ ونادي إلفيس وIlves ‏.

## مسيرته الكروية
لعب جاري نييمي خلال مسيرته الاحترافية مع 7 أندية في واحد وعشرون موسمًا وسجل خلالها 85 هدفًا ضمن 424 مباراة. حيث فاز في موسم واحد بالكأس وفي ستة مواسم بالدوري.
خاض جاري نييمي مسيرته مع Tampereen Pallo-Veikot ‏ في موسم 1994 ليلعب معه أربعة مواسم، مشاركًا في 60 مباراة سجل خلالها 14 هدفًا. ثم انتقل إلى نادي هكا في عامي 1998-2000 ولمدة موسمين، حيث شارك في 54 مباراة سجل خلالها 6 أهداف. لينتقل بعدها إلى نادي تامبيري يونايتد في موسم 2000 في المرة الأولى ليلعب معه أربعة مواسم ثم في موسم 2006 ليلعب معه خمسة مواسم، مشاركًا طوالها في 211 مباراة سجل خلالها 55 هدفًا. ثم انتقل إلى نادي مونز في موسم 2003–04 لمدة موسم واحد، مشاركًا في 17 مباراة سجل خلالها 4 أهداف. هذا وانتقل لاحقًا إلى نادي سينت ترويدن في موسم 2004–05 ولمدة موسمين، مشاركًا في 43 مباراة سجل خلالها هدفًا واحدًا. ثم انتقل بعدها إلى نادي إلفيس في عامي 2011-2013 ولمدة موسمين، مشاركًا في 30 مباراة سجل خلالها 5 أهداف.

## وصلات خارجية
- جاري نييمي على موقع قاعدة بيانات كرة القدم.إي يو (الإنجليزية)
- جاري نييمي على موقع ناشيونال فوتبول تيمز (الإنجليزية)
- جاري نييمي على موقع Soccerway.com (الإنجليزية)
- جاري نييمي على موقع عالم كرة القدم.نت (الإنجليزية)